# Koule – Věda na Zeměploše
Koule – Věda na Zeměploše (The Science of Discworld II: The Globe) je pokračováním knihy Věda na Zeměploše, a stejně jako ona kombinuje zeměplošský pohled na svět s pohledem soudobé vědy na náš vesmír, vývoj lidstva, filosofii, vědu a náboženství. Autory jsou Terry Pratchett, Iann Stewart a Jack Cohen, kniha vyšla v roce 2002, česky v roce 2006 v překladu Jana Kantůrka a Dany Krejčové.
Kniha se skládá ze dvou částí: liché kapitoly obsahují příběh ze Zeměplochy, sudé vědeckou a filosofickou úvahu, pro kterou je příběh rámcem.

## Děj
Při paintballovém zápasu jsou vedoucí mágové Neviditelné univerzity omylem přeneseni do svého projektu Zemneplochy (což je naše Země).
Jsou v alternativní historii hosty Johna Dee. Za nimi se vydává záchranná výprava Knihovníka, Mrakoplaše a Rozšafína Ctiburna, podporovaná radami univerzitního magického počítače Hexe. Na Zemi zjišťují, že před nimi už svět obsadili Elfové, kteří přinutili lidi věřit v na tomto světě neexistující věci: magii, tajemné tvory, víly, bohy. Pokus mágů řešit věc silou nevedou ke kýženému výsledku – poražení elfů v minulosti vede ke stagnaci lidstva. Jejich pozdější pátrání po vědě je neúspěšné: nedokážou poznat kde vznikla a proto ani jak ji pomoci. Mrakoplaš proto přichází s jiným nápadem – porazit elfy jejich vlastní zbraní: představivost lidí naopak vylepšit. Vrcholem jejich úsilí a jejich hlavní zbraní se stane vytvoření Williama Shakespeara a jeho Sen noci svatojánské. Tato hra je symbolem nového způsobu myšlení: lidé nyní dokážou vyprávět příběhy o příbězích. To způsobí, že elfové jsou chápáni jako fikce – a kromě toho je hra vykreslí způsobem, který z nich udělá pohádku pro děti.
„Vědecká“ část se věnuje lidské historii a obsahuje řadu úvah nad povahou lidského vědění, vědy, vnímání a víry. Základní myšlenkou je to, že člověka člověkem dělá schopnost vyprávět příběhy: Pokud už máte příběh o spolehlivém zdroji světla, které zažene noční hrůzy, uskutečnit ho není tak těžké. Místo Homo Sapiens (člověk rozumný) bychom si tedy měli říkat Pan Narrans – šimpanz vyprávějící příběhy.
V příběhové části knihy jsou příběhy zastupovány látkou zvanou bylonebylium, chemickým prvkem řídícím Zeměplochu (zatímco Zemneplocha je založena na „ohnutém vesmíru“). Ve vědecké se mluví o tom, že ačkoliv na zemi žádné bylonebylium neexistuje, lidská víra v to, že by existovat mělo, vytváří něco podobného.